# Gonnostramatza
Gonnostramatza (sardinski: Gonnostramàtza) je grad i općina (comune) u pokrajini Oristanu u regiji Sardiniji, Italija. Nalazi se na nadmorskoj visini od 104 metra i ima 896 stanovnika.
 Prostire se na 17,64 km². Gustoća naseljenosti je 51 st/km².
Susjedne općine su: Collinas, Gonnoscodina, Masullas, Mogoro i Siddi.